# Puccinia polygoni-amphibii

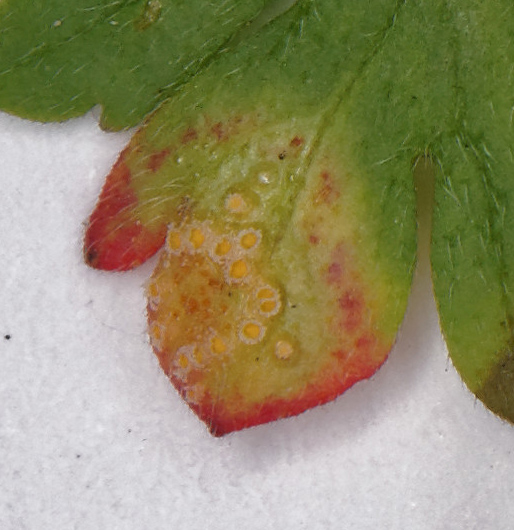
Ecja na liściu bodziszka łąkowego

Puccinia polygoni-amphibii Pers. – gatunek grzybów z rodziny rdzowatych (Pucciniaceae). Grzyb mikroskopijny pasożytujący na roślinach z rodzaju bodziszek (Geranium) i rdest (Polygonum, Persicaria). Wywołuje u nich chorobę zwaną rdzą.

## Systematyka i nazewnictwo
Pozycja w klasyfikacji według Index Fungorum: Puccinia, Pucciniaceae, Pucciniales, Incertae sedis, Pucciniomycetes, Pucciniomycotina, Basidiomycota, Fungi.
Takson ten opisał w 1801 r. Christiaan Hendrik Persoon.
Synonimy:
- Aecidium sanguinolentum Lindr. 1900
- Dicaeoma persicariae Gray 1821
- Dicaeoma polygoni-amphibii (Pers.) Rabenh.
- Puccinia amphibii Fuckel 1874
- Puccinia polygoni Alb. & Schwein. 1805
- Puccinia polygoni-amphibii var. convolvuli Arthur 1934
- Puccinia polygoni-convolvuli DC. 1808
- Uredo betae var. convolvuli Alb. & Schwein. 1805

## Morfologia i rozwój
Puccinia polygoni-amphibii jest pasożytem dwudomowym, tzn. że jego cykl życiowy odbywa się na dwóch żywicielach. Spermogonia i ecja rozwijają się na liściach bodziszków (Geranium). Spermogonia tworzą się na obydwu stronach blaszki liściowej, są nieliczne i częściowo zagłębione w tkance liścia. Ecja powstają głównie na dolnej stronie liścia, są cylindryczne, z wąskim zakrzywionym brzegiem podzielonym na małe segmenty. Tworzą koncentryczne kręgi na intensywnie zaczerwienionych częściach liści.
Brązowe uredinia i czarnobrązowe telia rozwijają się na niektórych gatunkach rdestów (Polygonum), przeważnie na dolnej stronie liści. Urediniospory z 2 porami rostkowymi powyżej równika. Teliospory dwukomórkowe, ściana górnej komórki jest silnie pogrubiona. Mają trwały trzonek o barwie od szklistej do żółtawobrązowej, mniej więcej tej samej długości co zarodnik.

## Występowanie
Puccinia polygoni-amphibii występuje na wszystkich kontynentach poza Antarktydą.
W Polsce opisano występowanie na bodziszku łąkowym (Geranium pratense), rdeście ziemnowodnym (Persicaria amphibia) i rdeście szczawiolistnym (Polygonum lapathifolium).